# AMD 65
AMD 65 là loại súng trường tấn công do Hungary chế tạo và bắt đầu nghiên cứu năm 1965. AMD 65 là viết tắt của Automata Módosított Deszant 1965 theo tiếng Hungary. Súng thích hợp cho lính bộ binh trên xe bọc thép và lính dù. Nó có thể vừa sử dụng như súng trường tấn công vừa dùng để hỗ trợ hỏa lực từ trong xe bọc thép. Tuy là biến thể của AKM nhưng AMD 65 có hình dạng nhỏ gọn gần giống như súng carbine AKS-74U.
AMD 65 cùng với AK-63 là hai loại súng cùng là biến thể của AKM do Hungary sản xuất nhưng lại có giá thành rẻ và dễ chế tạo hơn. Tuy vậy, AMD 65 lại được nhiều nước sử dụng hơn là AK-63.

## Tính năng
Khác với AK-47 hay AKM, AMD 65 gần như không dùng gỗ trong sản xuất. Quanh khu vực tay cầm thứ hai trước hộp đạn thường được làm bằng kim loại có đục nhiều lỗ và có 1 lớp bọc nhựa hoặc kim loại mỏng giúp người dùng khống chế được súng khi bắn. Súng có lắp thêm tay cầm thứ hai nhằm giúp dễ sử dụng, tránh tác động vào hộp đạn khi bắn. Hai tay cầm là vị trí duy nhất của AMD 65 có thể lắp đặt tay gỗ, nhưng đa số chúng lại được sử dụng bởi vỏ kim loại. Báng súng thường là báng gập loại thanh sắt hoặc không có báng. Các lực lượng của Hungary sử dụng AMD 65 như không quân, lính dù đều không sử dụng gỗ trên súng.

## AMD 65/AKM/AKM-63
Súng trường tấn công AKM từng là loại súng trường tiêu chuẩn của Quân đội Hungary trước khi được thay thế bằng phiên bản nội địa AK-63 hay gọi là AKM-63. AK-63 có hình dàng rất giống súng AKM từ thiết kế cho đến sản xuất đều giống AKM và AK-47. AK-63 cũng có nhiều điểm chung với AMD 65 nhưng khác nhau ở chỗ AK-63 dùng miếng ốp tay còn AMD 65 dùng tay cầm phụ (một số AKM-63 và AK-63 của Hungary cũng có tay cầm phụ), AK-63 sử dụng gỗ ở các vị trí y như AKM và AK-47.

## Sử dụng tại Hoa Kỳ
Nhiều súng AMD 65 được xuất khẩu sang Hoa Kỳ dưới dạng từng bộ phận sau đó lắp ráp lại. Sau đó, Hoa Kỳ bắt đầu sản xuất các bộ phận rồi cả khẩu AMD 65. Nó được coi như vũ khí dân dụng do ở Mỹ người dân được phép sử dụng súng để tự vệ. Giá của mỗi khẩu AMD 65 tại Mỹ vào khoảng 400-600 USD. Hiện nay AMD 65 bị giảm sản xuất hoặc chỉ sản xuất bộ phận do các cơ quan pháp lý Hoa Kỳ đã xem xét và cho rằng AMD 65 không phải là súng thể thao mà nó vẫn mang đặc điểm cũng như tính chất là một loại súng quân dụng, hạn chế việc sử dụng nó trong người dân. Không có lực lượng nào của Quân đội Hoa Kỳ sử dụng AMD 65 chỉ trừ một số đơn vị như lực lượng lính thủy đánh bộ hoạt động tại Afghanistan có sử dụng AMD 65 và cả AK-47 nhằm huấn luyện cho binh lính Afghanistan.

## Sử dụng trong các công ty an ninh tư nhân

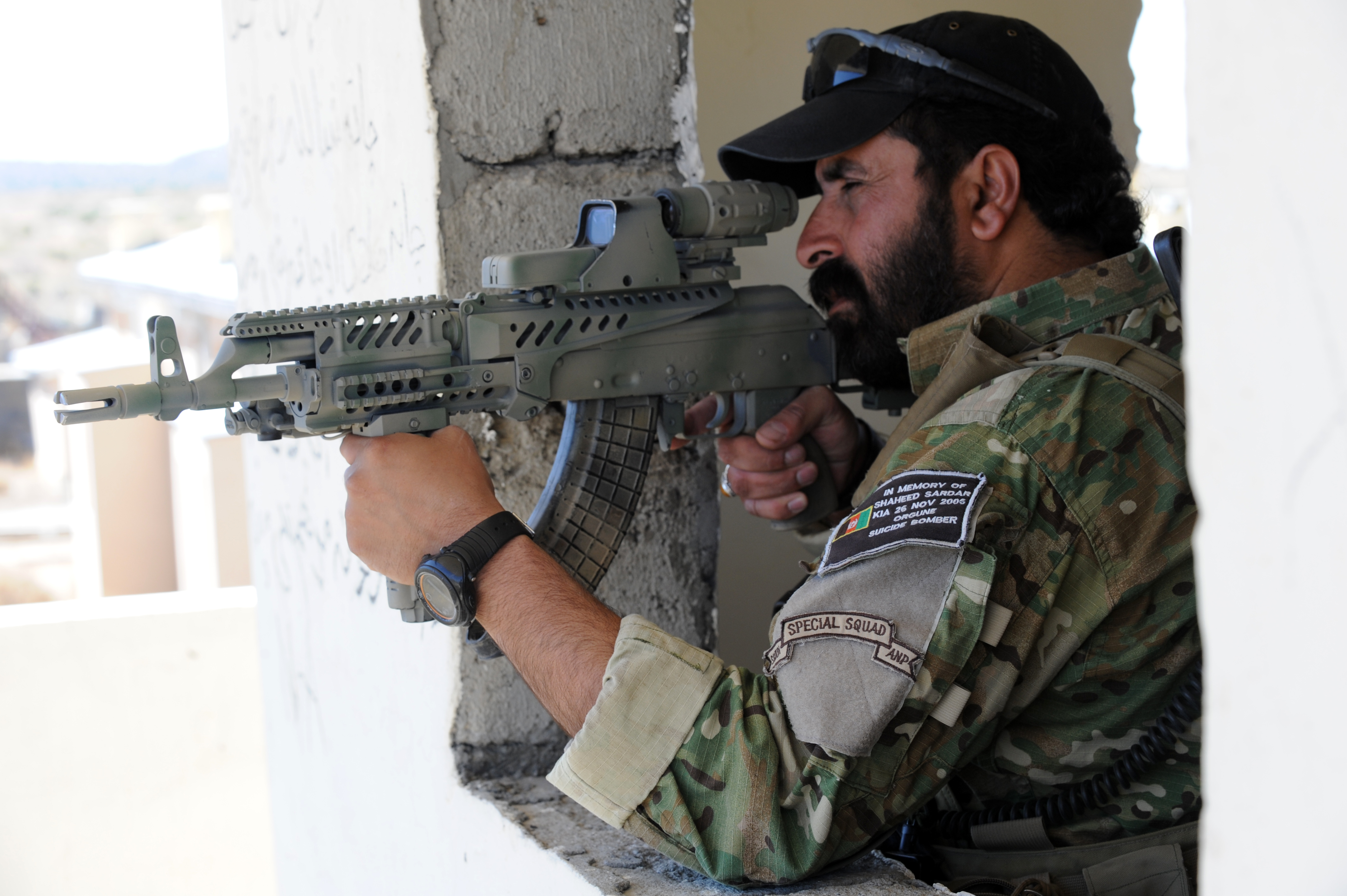
Cảnh sát Afghanistan sử dụng AMD 65 cải tiến với ống nhắm

AMD 65 được các công ty tư nhân sử dụng và xuất khẩu rộng rãi ở nhiều nơi do nó nhỏ gọn như súng carbine nhưng có hỏa lực cao như AK. Các lực lượng an ninh phương tây thường sử dụng AMD, ví dụ như công ty an ninh Blackwater Worldwide, tại đây AMD 65 được cải tiến lại nòng để có thể sử dụng đạn 5.56 mm tiêu chuẩn của Mỹ và NATO. Các phiên bản cải tiến khác không riêng của Blackwater Worldwide mà còn một số tổ chức quân sự khác còn có thể lắp thêm tia laser, súng phóng lựu, ống nhắm thậm chí còn có thể sử dụng hộp đạn 75 viên của RPK.

## Các quốc gia sử dụng

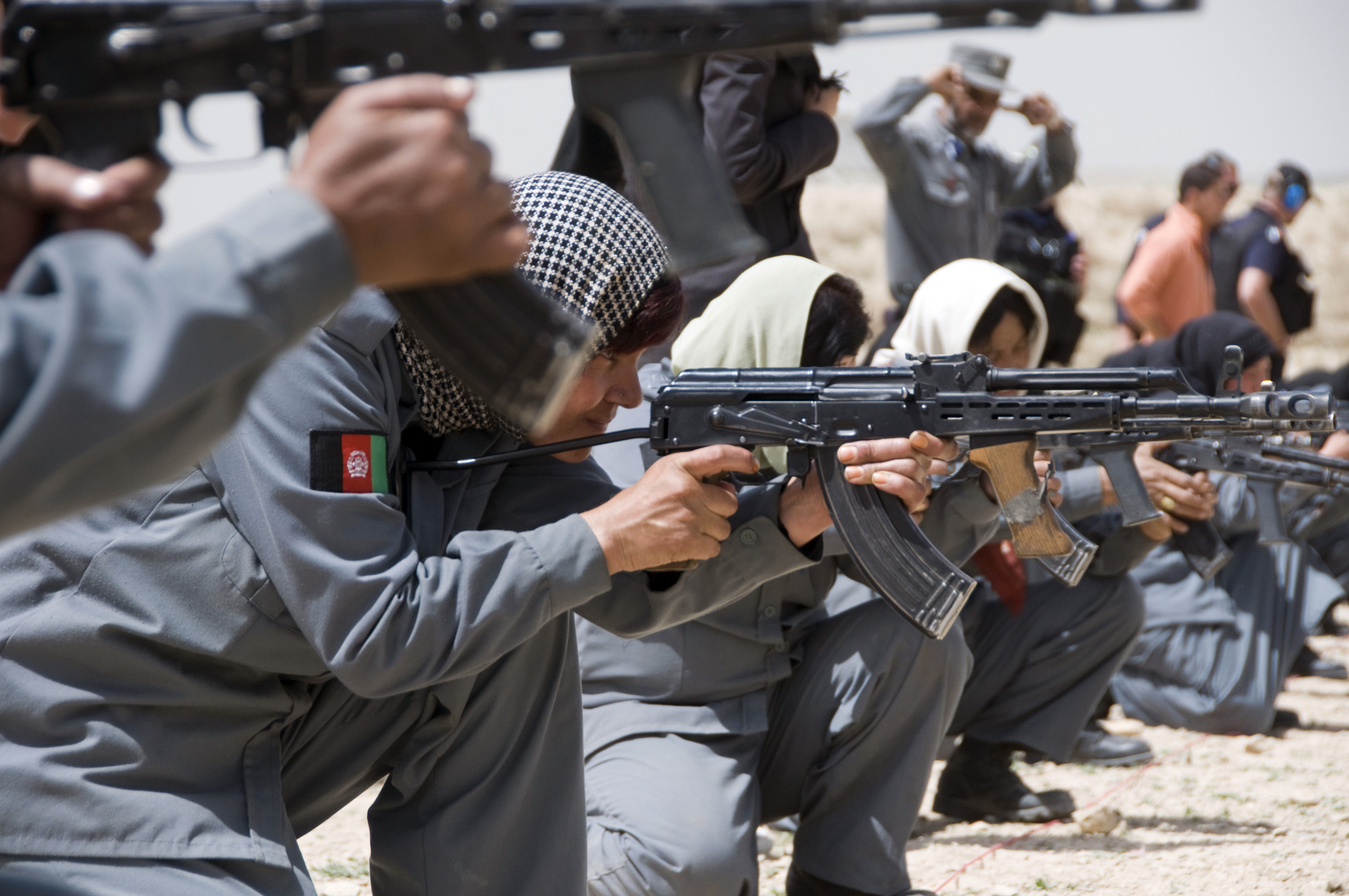
Nữ cảnh sát Afghanistan tập bắn với AMD 65, ảnh chụp năm 2010

- Angola
- Afghanistan
- Croatia
- Cuba
- Gruzia
- Mozambique
- Hungary
- Liban
- Lào
- Palestine Cụ thể là ở dải Gaza
- Panama
- Syria
- Sudan
- Somalia /  Somaliland
- Yemen
- Việt Nam
- Zimbabwe